# Takeyoshi Tanuma
Takeyoshi Tanuma (田沼 武能, Tanuma Takeyoshi), né le 18 février 1929 à Tokyo et mort le 1er juin 2022 dans la même ville, est un photographe japonais.

## Biographie
Takeyoshi Tanuma meurt à l'âge de 93 ans le 1er juin 2022 à Tokyo